# Apache OpenOffice Math

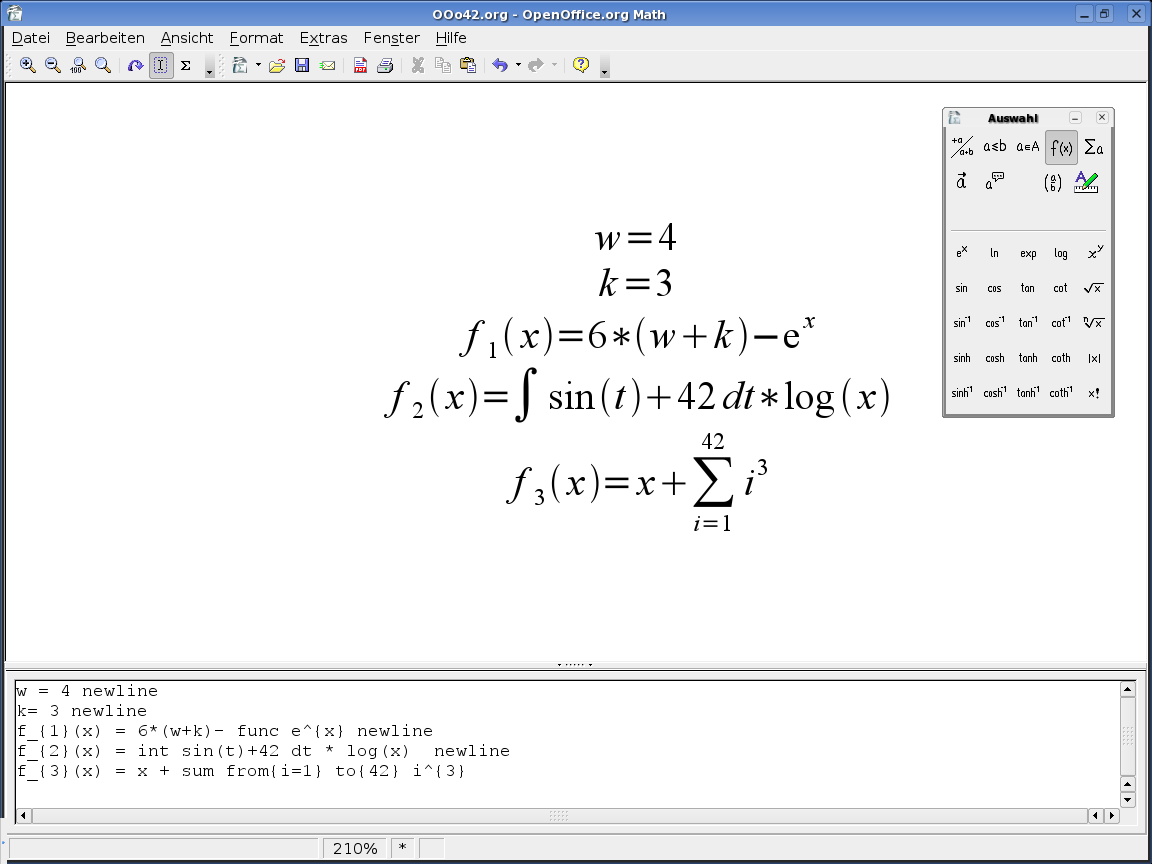
Captura de pantalla de Apache OpenOffice Math.

Apache OpenOffice Math (OpenOffice.org Math hasta diciembre de 2011) es un software utilizado para crear y editar fórmulas matemáticas, similar al Microsoft Equation Editor (Editor de Ecuaciones de Microsoft). Es parte de la suite ofimática Apache OpenOffice. Las fórmulas creadas se pueden exportar a otros documentos de Apache OpenOffice, tales como los creados en Writer. Math soporta múltiples fuentes y puede exportar a PDF.
Apache OpenOffice Math está disponible para descargar gratuitamente en la web de su autor OpenOffice.org dentro del paquete Apache OpenOffice.

### Documentación oficial
- OpenOffice.org Math Objects: The Equation Editor
- Math FAQ

### Recursos de terceros
- OOoAuthorsES Proyecto de documentación de OpenOffice.org en español
- Guía de Math 3.2 en Español (Sitio no oficial)
- LibreOffice Math . Pequeño manual con numerosos ejemplos para OpenOffice / LibreOffice Math (enlace actualizado y funcionando)

- Datos: Q741559
- Multimedia: OpenOffice.org Math / Q741559